# Ran Takahashi
Ran Takahashi (in giapponese 髙橋 藍?; Kyoto, 2 settembre 2001) è un pallavolista giapponese, schiacciatore dei Suntory Sunbirds.